# هیمله
هیمله (به سوئدی: Himle) یک منطقه مسکونی است که در بخش واربرگ شهرستان هاللاند در کشور سوئد واقع شده است. جمعیت هیمله در پایان سال ۲۰۱۰ بالغ بر ۲۷۸ نفر بوده است.